# Порт-Елберні
Порт-Елберні (англ. Port Alberni) — місто в Канаді, у провінції Британська Колумбія, у складі регіонального округу Елберні-Клекват.

## Населення
За даними перепису 2016 року, місто нараховувало 17678 осіб, показавши скорочення на 0,4%, порівняно з 2011-м роком. Середня густина населення становила 894,7 осіб/км².
З офіційних мов обидвома одночасно володіли 945 жителів, тільки англійською — 16 395, тільки французькою — 5, а 60 — жодною з них. Усього 1410 осіб вважали рідною мовою не одну з офіційних, з них 85 — одну з корінних мов, а 30 — українську.
Працездатне населення становило 52,2% усього населення, рівень безробіття — 10,3% (11,6% серед чоловіків та 8,8% серед жінок). 85,9% осіб були найманими працівниками, а 11,6% — самозайнятими.
Середній дохід на особу становив $36 045 (медіана $28 599), при цьому для чоловіків — $43 660, а для жінок $28 616 (медіани — $36 064 та $23 033 відповідно).
29,9% мешканців мали закінчену шкільну освіту, не мали закінченої шкільної освіти — 26,1%, 44% мали післяшкільну освіту, з яких 18,2% мали диплом бакалавра, або вищий, 30 осіб мали вчений ступінь.
| Статево-вікова структура населення | Статево-вікова структура населення | Статево-вікова структура населення | Статево-вікова структура населення | Статево-вікова структура населення |
| ---------------------------------- | ---------------------------------- | ---------------------------------- | ---------------------------------- | ---------------------------------- |
|                                    |                                    |                                    |                                    |                                    |
| Всього                             | Всього                             | 48,9%51,1%                         |                                    |                                    |
| 0 — 14 років                       | 0 — 14 років                       |                                    | 15,1%                              | 15,1%                              |
| 15 — 64 років                      | 15 — 64 років                      |                                    | 60,6%                              | 60,6%                              |
| 65 і більше                        | 65 і більше                        |                                    | 24,2%                              | 24,2%                              |
| 85 і більше                        | 85 і більше                        |                                    | 3,2%                               | 3,2%                               |
| 100 і більше                       | 100 і більше                       |                                    | 0,1%                               | 0,1%                               |
| Середній вік (років)               | Середній вік (років)               | 44,545,9                           | 45,3                               | 45,3                               |
| Медіана (років)                    | Медіана (років)                    | 47,849,6                           | 48,7                               | 48,7                               |
| — чоловіки — жінки                 |                                    |                                    |                                    |                                    |

| Походження мешканців:     | Походження мешканців:     | Походження мешканців: | Походження мешканців: | Походження мешканців: |
| ------------------------- | ------------------------- | --------------------- | --------------------- | --------------------- |
| Походження                |                           |                       | осіб                  | %                     |
| Корінні американці        | Корінні американці        |                       | 2 700                 | 15.59%                |
| Інше північноамериканське | Інше північноамериканське |                       | 5 260                 | 30.37%                |
| Європейське               | Європейське               |                       | 12 995                | 75.03%                |
| британське                | британське                |                       | 8 920                 | 51.5%                 |
| французьке                | французьке                |                       | 2 300                 | 13.28%                |
| українське                | українське                |                       | 965                   | 5.57%                 |
| Латинськоамериканське     | Латинськоамериканське     |                       | 65                    | 0.38%                 |
| Карибське                 | Карибське                 |                       | 65                    | 0.38%                 |
| Африканське               | Африканське               |                       | 135                   | 0.78%                 |
| Азійське                  | Азійське                  |                       | 995                   | 5.74%                 |
| Океанійське               | Океанійське               |                       | 80                    | 0.46%                 |

| Зайнятість населення за галузями (за класифікацією NOC): | Зайнятість населення за галузями (за класифікацією NOC): | Зайнятість населення за галузями (за класифікацією NOC): | Зайнятість населення за галузями (за класифікацією NOC): | Зайнятість населення за галузями (за класифікацією NOC): |
| -------------------------------------------------------- | -------------------------------------------------------- | -------------------------------------------------------- | -------------------------------------------------------- | -------------------------------------------------------- |
|                                                          |                                                          |                                                          |                                                          |                                                          |
| Управління                                               | Управління                                               |                                                          | 8,6%                                                     | 8,6%                                                     |
| Бізнес, фінанси та адміністрування                       | Бізнес, фінанси та адміністрування                       |                                                          | 10,6%                                                    | 10,6%                                                    |
| Природничі та прикладні науки                            | Природничі та прикладні науки                            |                                                          | 2,9%                                                     | 2,9%                                                     |
| Охорона здоров'я                                         | Охорона здоров'я                                         |                                                          | 7,9%                                                     | 7,9%                                                     |
| Освіта, правозахист, муніципальні та урядові служби      | Освіта, правозахист, муніципальні та урядові служби      |                                                          | 12,4%                                                    | 12,4%                                                    |
| Мистецтво, культура, відпочинок та спорт                 | Мистецтво, культура, відпочинок та спорт                 |                                                          | 2,7%                                                     | 2,7%                                                     |
| Роздрібна торгівля та послуги                            | Роздрібна торгівля та послуги                            |                                                          | 25,3%                                                    | 25,3%                                                    |
| Гуртова торгівля, транспорт та обладнання                | Гуртова торгівля, транспорт та обладнання                |                                                          | 18,7%                                                    | 18,7%                                                    |
| Природні ресурси, сільське господарство                  | Природні ресурси, сільське господарство                  |                                                          | 5,1%                                                     | 5,1%                                                     |
| Виробництво                                              | Виробництво                                              |                                                          | 5,8%                                                     | 5,8%                                                     |

## Клімат
Місто знаходиться у зоні, котра характеризується середземноморським кліматом. Найтепліший місяць — серпень із середньою температурою 18.1 °C (64.5 °F). Найхолодніший місяць — грудень, із середньою температурою 2.4 °С (36.4 °F).
| Клімат Порта-Елберні    | Клімат Порта-Елберні | Клімат Порта-Елберні | Клімат Порта-Елберні | Клімат Порта-Елберні | Клімат Порта-Елберні | Клімат Порта-Елберні | Клімат Порта-Елберні | Клімат Порта-Елберні | Клімат Порта-Елберні | Клімат Порта-Елберні | Клімат Порта-Елберні | Клімат Порта-Елберні | Клімат Порта-Елберні |
| Показник                | Січ.                 | Лют.                 | Бер.                 | Квіт.                | Трав.                | Черв.                | Лип.                 | Серп.                | Вер.                 | Жовт.                | Лист.                | Груд.                | Рік                  |
| Абсолютний максимум, °C | 14,7                 | 17,6                 | 23,3                 | 27,5                 | 34,1                 | 34,7                 | 36,1                 | 38,4                 | 35,1                 | 27,1                 | 17,2                 | 15,6                 | 38,4                 |
| Середній максимум, °C   | 5,4                  | 7,4                  | 11,5                 | 14,2                 | 18                   | 20,7                 | 24,2                 | 25,5                 | 22,3                 | 14,9                 | 8,1                  | 4,5                  | 14,7                 |
| Середня температура, °C | 3                    | 3,8                  | 6,4                  | 8,7                  | 12                   | 14,9                 | 17,4                 | 18                   | 14,9                 | 10                   | 5,3                  | 2,4                  | 9,7                  |
| Середній мінімум, °C    | 0,5                  | 0,2                  | 1,3                  | 3,2                  | 6,1                  | 8,9                  | 10,6                 | 10,5                 | 7,5                  | 5,1                  | 2,5                  | 0,4                  | 4,7                  |
| Абсолютний мінімум, °C  | −17,8                | −15,1                | −9,4                 | −6,1                 | −2,8                 | 0                    | 2,2                  | 1,1                  | −3,3                 | −8,5                 | −16,8                | −14,8                | −17,8                |
| Норма опадів, мм        | 290.9                | 255.3                | 190.1                | 126.6                | 78.5                 | 55.3                 | 26.1                 | 38.5                 | 49.1                 | 204.4                | 316.6                | 276                  | 1907.3               |
| Днів з опадами          | 19,8                 | 18                   | 18,2                 | 16,7                 | 14,6                 | 11,8                 | 7                    | 7,5                  | 9,8                  | 15,8                 | 20,7                 | 20,3                 | 180,1                |
| Днів з дощем            | 18,4                 | 15,2                 | 17,2                 | 17,9                 | 14,5                 | 12,4                 | 6,7                  | 6,9                  | 8,6                  | 15,5                 | 21                   | 17,1                 | 171,3                |
| Днів зі снігом          | 5,2                  | 4,4                  | 3                    | 0,7                  | 0                    | 0                    | 0                    | 0                    | 0                    | 0,1                  | 2                    | 5,1                  | 20,5                 |
| ----------------------- | -------------------- | -------------------- | -------------------- | -------------------- | -------------------- | -------------------- | -------------------- | -------------------- | -------------------- | -------------------- | -------------------- | -------------------- | -------------------- |
| Джерело: Weatherbase    |                      |                      |                      |                      |                      |                      |                      |                      |                      |                      |                      |                      |                      |